# 雷復
雷復（？—1474年），字景昜，湖廣寧遠縣人。明朝官員，同進士出身。

## 生平
正統（1436年）丙辰科進士，授行人，歷官廣西副使，討伐藤縣民胡趙成民變。成化初年，因大臣會薦，升爲山東右布政使。成化七年，授禮部右侍郎，后改為右副都御史，巡撫山西。在任期間為軍民愛戴，并擊潰各地叛亂。成化十年（1474年）夏，卒於任上。